# Fort Picklecombe

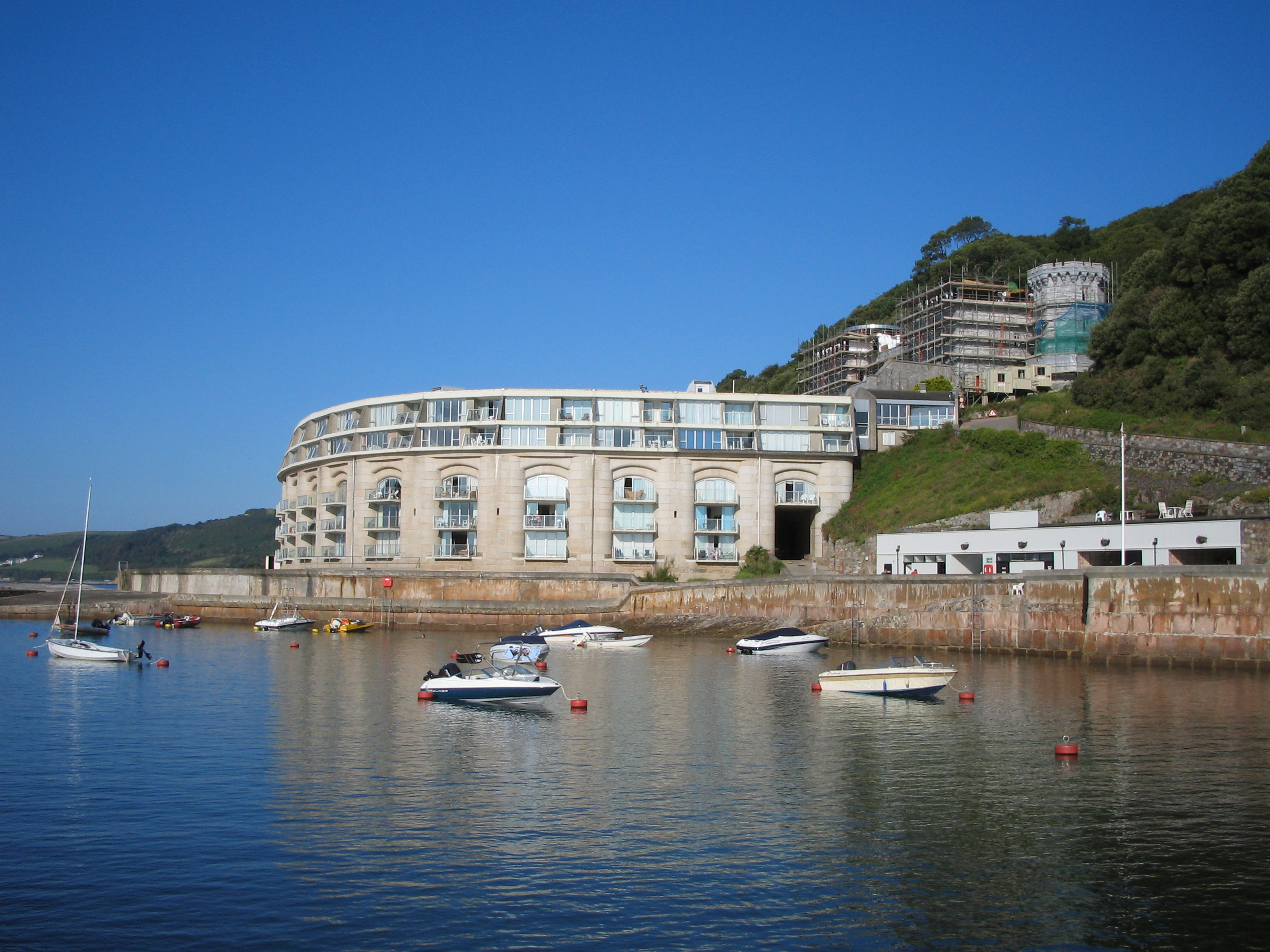
Fort Picklecombe nach dem Umbau in eine Apartmentanlage

Fort Picklecombe ist eine ehemalige Küstenbefestigung in der Grafschaft Cornwall in Großbritannien. Das als Kulturdenkmal der Kategorie Grade II geschützte ehemalige Fort liegt südwestlich von Plymouth und zwei Kilometer nordöstlich von Kingsand auf der Halbinsel Rame.

## Geschichte
Zum Schutz des Hafens von Plymouth und der Marinebasis Devonport empfahl das Committee of Harbour Defences 1844 der Bau von drei Küstenbefestigungen entlang des Plymouth Sound. Neben Eastern King und Staddon Point wurde dazu 1849 Fort Picklecombe als Küstenartilleriestellung am Fuß einer Klippe gebaut. Gegen Angriffe von Land war die Anlage mit einem Graben befestigt, die 3 56-Pfünder sowie 6 32-Pfünder-Vorderladergeschützen wurden hinter Erdwällen aufgestellt. 1858 wurde auf Grund der Empfehlungen der Royal Commission on the Defence of the United Kingdom der Ausbau der Befestigung als Teil des neuen Fortgürtels um Plymouth vorgeschlagen. Der Entwurf von 1860 sah unterhalb der bisherigen Befestigung eine halbkreisförmige, doppelstöckige Kasematte aus Granit vor, die mit 42 110-Pfündern und 68-Pfündern bestückt werden sollte. Die Kanonen sollten durch Eisenschilde geschützt werden, die Besatzung sollte aus 200 Mann bestehen. Zusammen mit der südlich gelegenen Cawsand Battery, dem Breakwater Fort sowie Fort Bovisand auf dem östlichen Ufer des Plymouth Sound sollte Fort Picklecombe den äußeren Verteidigungsring von Plymouth bilden. Die Befestigung wurde von 1864 bis 1871 erbaut, das Probeschießen der Geschütze erfolgte 1872. In den nächsten Jahren wurde das Fort weiter mit Telegraphen und anderen Einrichtungen modernisiert. 1885 erhielt das Fort eine neue Bewaffnung aus 18 BL 10-inch-gun Mk I – IV-Geschützen, 14 9-Inch-Geschützen sowie 4 7-Inch-Geschützen. Da auch diese Geschütze rasch veralteten, wurden die Bewaffnung 1898 auf 21 Geschütze reduziert. Zur Verteidigung eines im Verteidigungsfall angelegten Minenfelds erhielt das Fort 1902 6 12-Pfünder-Schnellfeuergeschütze, die 1907 gegen 2 BL 6 inch Mk VII naval gun ausgetauscht wurden. Diese Geschütze bildeten während des Ersten Weltkriegs die Bewaffnung des Forts. In den 1920er Jahren wurden sie demontiert und eingelagert, doch während des Zweiten Weltkriegs wieder installiert und als Ausbildungsgeschütze genutzt. 1956 endete die militärische Nutzung des Forts. Die Anlage verfiel, bis sie in den 1970er Jahren in ein Apartmenthaus mit 103 Wohnungen umgebaut wurde.
Die ehemalige Küstenbefestigung grenzt unmittelbar an den Mount Edgcumbe Country Park. Die Anlage ist privat bewohnt und nicht zu besichtigen.

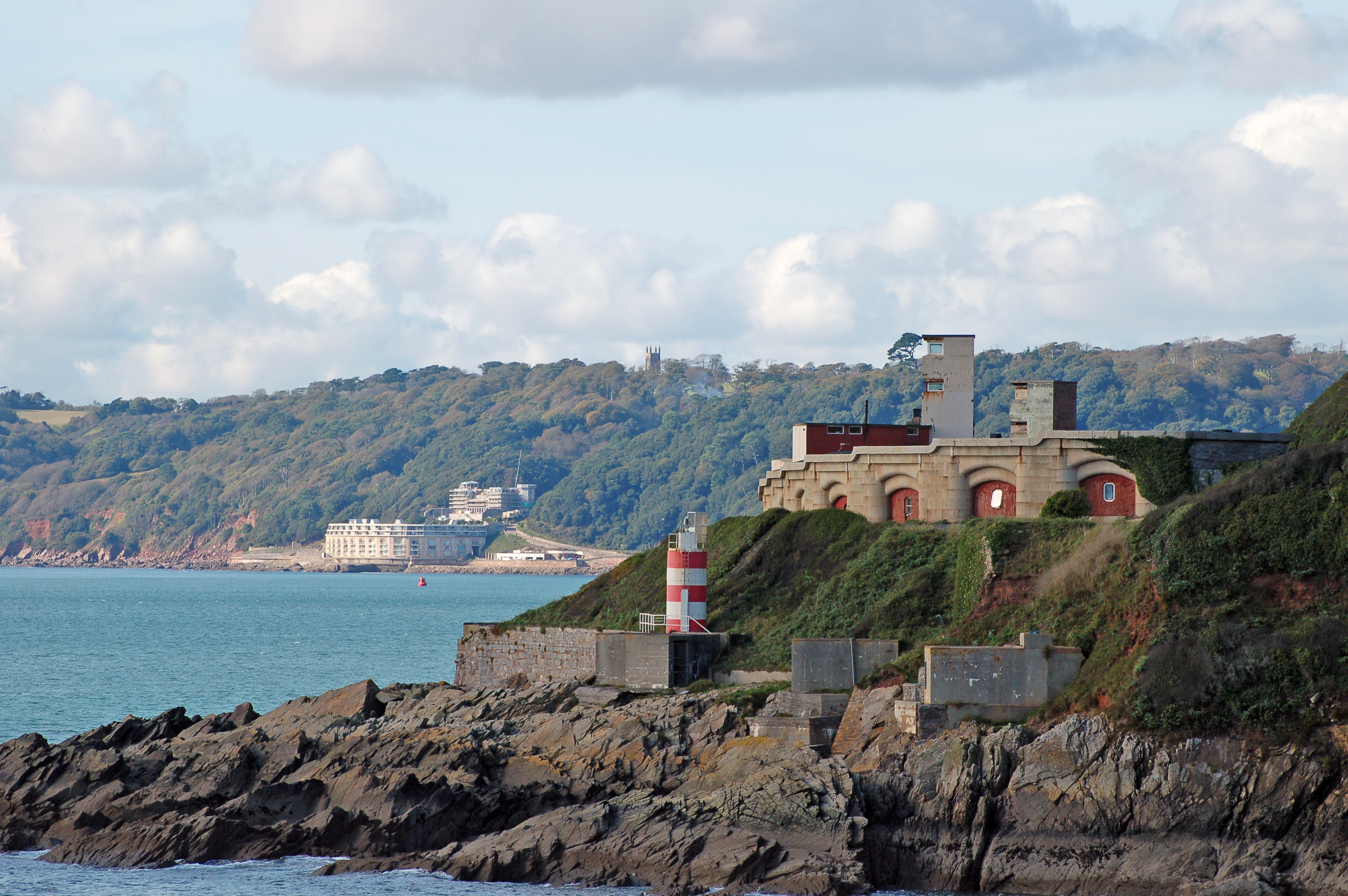
Fort Bovisand (im Vordergrund) und Fort Picklecombe

## Anlage
Das Fort besteht aus einer halbkreisförmigen, zweistöckigen Kasematte auf Meereshöhe sowie einem am Hang gelegenen dreigeschossigen Kasernenbau. In der ehemaligen Kasematte wurden drei Wohnetagen eingebaut, außerdem wurde der Bau um zwei neue, zurückgesetzte Dachgeschosse erhöht. Zum Innenhof wurden mehrere Treppenhäuser angebaut, der Innenhof selbst wurde in eine Gartenanlage umgewandelt. Oberhalb der Kasematte befindet sich der ehemalige Kasernenbau. Auf Verlangen des Earl of Mount Edgcumbe, der das Baugrundstück zur Verfügung stellte, wurde dieser Bau 1848 im historisierenden Tudorstil erbaut, da er an den Hirschpark von Mount Edgcumbe House grenzt und vom Fahrweg entlang der Küste sichtbar war. Der quer zur Kasematte stehende Bau besitzt zwei Ecktürme, von denen der nördliche mit Zinnen versehen ist. Die Außenmauer zwischen den Türmen war als Kurtine mit dem Haupttor leicht befestigt. Nach 2000 wurde er ebenfalls in Wohnungen umgewandelt.